# Caledargiolestes janiceae
Caledargiolestes janiceae – gatunek ważki z rodziny Argiolestidae.
Owad ten jest endemitem Nowej Kaledonii, znanym tylko z dwóch okazów odłowionych w 1972 i 1983 roku.